# Sapho
Sapho er en opera i fem akter af Jules Massenet til en fransk libretto af Henri Cain og Arthur Bernède baseret på en roman af samme navn af Alphonse Daudet. Den blev uropført på Opéra-Comique i Paris den 27. november 1897 med Emma Calvé som Fanny Legrand.
Stykket har aldrig opnået en plads i det gængse operarepertoire. Historien omhandler en kunstners model ved navn Fanny Legrand, der indleder en affære med en ung mand, Jean Gaussin. Forholdet, som det så ofte er tilfældet i operaer, bliver skæbnesvangert og slutter med, at Fanny forlader Jean, mens han sover.

## Roller
| Rolle                             | Stemmetype  | Originalbesætning, 27. november 1897 (Dirigent: Jules Danbé) |
| --------------------------------- | ----------- | ------------------------------------------------------------ |
| Fanny Legrand, en kunstners model | Sopran      | Emma Calvé                                                   |
| Jean Gaussin, en ung mand         | Tenor       | Julien Lepestre                                              |
| Irène, hans søster                | Sopran      | Julia Guiraudon                                              |
| Divonne, hans mor                 | Mezzosopran | Charlotte Wyns                                               |
| Césaire, hans far                 | Bas         | Andrée Gress                                                 |
| Caoudal, en billedhugger          | Baryton     | Marc-Nohel                                                   |
| En landmand                       | Tenor       | Maurice Jacquet                                              |
| En gæst på en restaurant          | Baryton     | Dufour                                                       |

## Eksterne links
- Sapho, "Bob's Universe" Arkiveret 24. juli 2011 hos  Wayback Machine